# BHUTAN-1
BHUTAN-1 (так же BIRD BTN) — первый искусственный спутник Земли, произведённый в Бутане. Аппарат был запущен 28 июня 2018 года с мыса Канаверал с помощью ракеты-носителя Falcon 9 рамках миссии SpaceX CRS-15 и служил для наблюдения Земли и проведения технических экспериментов.

## История
Идея разработки спутника возникла в Бутане в 2016 году и исходила непосредственно от короля Бутана.
В 2017 году несколько студентов приступили к созданию аппарата в рамках международного проекта по созданию созвездия спутников Birds под патронажем технологического института Кюсю в Японии. Этот проект также предполагал создание ещё 4 наноспутников идентичных друг другу странами: Филиппины, Малайзия и Япония.
После запуска в корабле SpaceX CRS-15 был доставлен на МКС. Там 10 августа 2018 года из японского модуля Кибо всё созвездие вместе со спутником BHUTAN-1 было выведено на целевую орбиту.

## Конструкция
Спутник представляет собой типичный кубический наноспутник со стороной 10 см на платформе CubeSat 1U массой 1 кг. Электропитание осуществляется с помощью солнечных батарей, расположенных вдоль корпуса. Ориентация на Землю осуществляется по магнитному полю с помощью электромагнитов. Навигация производилась с помощью приёмников GPS.
В качестве полезной нагрузки внутри аппарата расположено две цифровых ПЗС-камеры, датчик космического излучения, магнитометр и прибор для измерения плотности атмосферы. 0,3-мегапиксельная и 5-мегапиксельная камеры снимали Землю в оптическом и ближнем инфракрасном спектре с разрешением 100 метров..
С помощью камер производиться оценка состояния ледников, озёр и лесного покрова страны.
Также был установлен небольшой ретранслятор для радиолюбителей, который работает на частоте 145 МГц. Данные со спутника снимаются 4-5 раз в день.